# Luciano Ligabue
Luciano Ligabue (Correggio, 13 de março de 1960) é um cantor e compositor italiano, além de escritor e diretor filmográfico.

## Biografia
Ligabue nasceu na província de Reggio Emilia. Antes de tornar-se um cantor bem-sucedido, Luciano sustentou vários empregos, trabalhando com agricultura e em empresas. Entrou no mundo da música em 1987, quando formou a banda amadora Orazero. Para essa banda ele escreveu diversas canções originais, com as quais eles participaram de vários concursos locais e nacionais. No ano seguinte o cantor - compositor Pierangelo Bertoli foi o primeiro a descobrir o talento de Ligabue em escrever, e incluiu uma de suas canções, Sogni di Rock'n'Roll (Sonhos de Rock'n'Roll, em português), em seu novo LP.
No ano seguinte, Bertoli apresentou Ligabue ao produtor Angelo Carrara, para terminar seu primeiro LP, Ligabue, o qual foi lançado em maio de 1990. Ligabue rapidamente ganhou fama como um dos mais admirados cantores de rock italiano, encontrando uma enorme quantidade de fãs de uma faixa etária mais jovem. Seus mais famosos hits incluem Balliamo Sul Mondo (Dançamos Pelo Mundo, em português), Ho perso le parole ("Perdi as palavras") e o mais famoso de todos, Certe notti ("Certas noites"), o qual foi escolhido a "Canção Italiana da Década de 1990" numa votação promovida por uma popular revista musical. Também colaborou com outro famoso cantor - compositor, Francesco Guccini, que inclusive participou do primeiro filme de Ligabue.
Ligabue dirigiu seu primeiro filme, Radiofreccia, em 1998, uma história semiautobiográfica de uma estação de rádio local. Críticos aclamaram o filme como um surpreendente começo para o cantor, e então Radiofreccia recebeu três David di Donatello (a maior premiação do cinema italiano). Também compôs a trilha sonora. Quatro anos depois ele filmou DaZeroADieci. Este filme, entretanto, não obteve tanto sucesso quanto o primeiro, tanto pela crítica quanto pelos fãs.
Em 10 de setembro de 2005, Ligabue fez um espetáculo em Reggio Emilia, Campovolo, para celebrar seus primeiros quinze anos de atividade musical. O espetáculo atraiu o maior público registrado para um artista solo na Europa, com uma multidão de 160 mil pessoas ouvindo suas canções. Porém, devido a problemas técnicos com o sistema de áudio, milhares de pessoas ficaram inabilitadas de escutar ao espetáculo e deixaram o concerto. Após o evento, Ligabue desculpou-se publicamente pela inconveniência.
Ligabue também publicou uma curta coleção de histórias, Fuori e dentro il borgo, com o qual ganhou inúmeros prêmios de literatura, uma ficção científica, La neve se ne Frega (2005), e uma coleção de poemas, Lettere d'amore dentro il frigo, (2006).

## Envolvimento político
Na década de 1980, Ligabue era membro do conselho comunista de Correggio, eleito pelo Partito dei Democratici di Sinistra. Depois de não mais assumir uma grande participação política, Ligabue, junto de Jovanotti e Piero Pelù, lançou o single "Il mio nome è mai più" ("Meu nome é nunca mais"), uma música contra a guerra em Kosovo com a finalidade de coletar fundos para a ONG Emergency.

## Discografia

### Singles
45 giri
- Anime in plexiglass / Bar Mario (1987) - Single registrado com os Orazero
- Figlio d'un cane / Non è tempo per noi -remix live- (1990)

CD
- Viva / You can't always get what you want(1996)
- Il Mio Nome è Mai Più (1999) - com Jovanotti e Piero Pelù.
- Una vita da Mediano / Non fai più male (1999)
- Questa è la mia vita / Da zero a dieci suite (2002)
- Happyhour / Happyhour remix (2006)

### Álbuns
- Ligabue (1990)
- Lambrusco coltelli rose & popcorn (1991)
- Sopravvissuti e sopravviventi (1993)
- A che ora è la fine del mondo? (1994)
- Buon compleanno Elvis (1995)
- Su e giù da un palco (1997) - Duplo CD ao vivo
- Radiofreccia (1998) - Soundtrack
- Miss Mondo (1999)
- Fuori come va? (2002)
- Giro d'Italia (2003) - Duplo CD ao vivo e acústico; em novembro de 2003 e de 2004 foi publicada uma série limitada com três CDs
- Nome e cognome (2005)
- Primo tempo (2007) - Coletânea 1989-95; duas inéditas
- Secondo tempo (2008) - Coletânea 1996-05; três inéditas
- Arrivederci, mostro! (2010)
- Mondovisione (2013)

### Ao vivo
- Lambrusco coltelli rose & popcorn (1991) - VHS e DVD
- Un anno con Elvis (1996) - VHS e DVD
- Ligabue a San Siro: il meglio del concerto (1997) - VHS e DVD
- Ligabue a San Siro: tutto il concerto (1997) - VHS Duplo
- Ligabue in Arena (2000) - VHS e DVD
- Fuori come va? Tour (2003) - DVD Duplo
- Campovolo (2005) - DVD
- Nome e cognome tour 2006 (2006) - Boxset 5 DVD's
- Sette Notte in Arena (2009)

## Filmografia
- Radiofreccia (1998)
- Da zero a dieci (De zero a dez) (2002)
- Gli ostacoli del cuore (Os Obstáculos do coração) (2006) videoclip de Elisa com a participação de Luciano Ligabue (música escrita por Ligabue)